# ジョセフ・ジェイコブス
ジョセフ・ジェイコブス（Joseph Jacobs 1854年8月29日 - 1916年1月30日）は、イギリスの民族学者、歴史学者、再話者。

## 経歴
1854年、オーストラリアのシドニー生まれ。ケンブリッジ大学で人類学と文学を学ぶ。イギリス民族学会創立に参加。1896年より『ユダヤ年鑑』を編集。1898年にはユダヤ歴史協会会長を務める。
1900年にアメリカに渡る。昔話集「イギリス昔話集」「続・イギリス昔話集」「ケルト昔話集」「続・ケルト昔話集」を出版した。

## 研究内容・業績
- 民話の研究を行い、「ジャックと豆の木」「三匹の子豚」「トム・ティット・トット」などが知られる。

## 日本語訳
- 『黒い小人』石井桃子訳 池田仙三郎絵 麦書房 雨の日文庫 1958
- 『ジャックと豆のつる イギリス民話選』木下順二訳 瀬川康男絵 岩波書店 1967
- 『たいへんたいへん イギリス昔話』渡辺茂男訳 長新太絵 福音館書店 「こどものとも」1968
- 『ジャックとまめの木』神宮輝夫訳 おのきがく絵 あかね書房 1970
- 『ディアドレ ケルト民話集1』木村俊夫,山田正章訳 東洋文化社 メルヘン文庫 1980
- 『アンドリュー・コフィー ケルト民話集2』木村俊夫, 山田正章訳 東洋文化社 メルヘン文庫 1980
- 『ノックグラフトンの伝説 ケルト民話集3』木村俊夫,山田正章訳 東洋文化社 メルヘン文庫　1980
- 『トム・ティット・トット イギリス民話集1』木村俊夫,中島直子訳 東洋文化社 メルヘン文庫　1980
- 『ヤラリー・ブラウン イギリス民話集2』木村俊夫,中島直子訳 東洋文化社 メルヘン文庫、1980
- 『ケルト妖精民話集』小辻梅子訳編 社会思想社 現代教養文庫 1994
- 『ケルト妖精物語 2』山本史郎,山本泰子訳 原書房 1999